# 德国足球丙级联赛
德国足球丙级联赛（德語：3. Fußball-Liga），是德國足球聯賽系統的第 3 級別，亦是職業聯賽的最低級別，赛事始于2008-09赛季初，并取代地区联赛成为德国的第三级足球联赛。在德国足球联赛系统中，它位居德乙联赛和半职业化的地区联赛之间。这也是德国足球协会所主办的和德国俱乐部预备队所能参加的最高级别赛事。

## 歷史

德丙在2008年至2013年使用的标志

2006年1月，德国足球总会再次就业余联赛的重组和成立一个单轨制的丙级联赛展开讨论。改革的目的是为了向德乙联赛提供一个更易可获得好成绩频率的下级结构，并为有天赋的球员提供更好的支持和发展机会。此外，新的第三级联赛还可实现更优化的营销。在2006年9月的德国足总联邦议会前夕，对德甲、德乙俱乐部二线队的参赛资格裁决引发了激烈的争议。在职业俱乐部的U-23队由于竞争力走样和观众人数低下的原因而被拒绝参加新成立的联赛后，许多德甲俱乐部开始要求完全开放参赛权。最后，双方达成妥协方案，其中规定最初只允许有4支二线队能够参加处子赛季的德丙。2006年9月8日，成立单轨制的德丙联赛终于在德国足总特别联邦议会上得到落实。对于处子赛季，既有的北部及南部地区联赛中有半数球队可获参赛资格，另有4个名额赋予从德乙联赛降级的球队。作为德国足球的第三级赛事，它暂时由德国足总负责主办及管理，因此这也是自2008-09赛季起，完全由德国足总主办的最高级别赛事。由于德国足球职业联盟才是联邦联赛的主办方，因此新赛事不可使用“丙级联邦联赛（3. Bundesliga）”的称谓。2008年4月10日，德国足总正式向公众推出了新赛事的标志。
不同于在1974年设立的德乙联赛或是南、北赛区至1981-82赛季合并为单轨制的德乙联赛，新德丙联赛在确定首个赛季的参赛权时并没有采用多年期评分。它只是依靠地区联赛在2007-08赛季的资格期来获得。在两个地区联赛赛区中各自排名第三至第十名球队即可满足德丙联赛的竞技要求。此外再加入从2007-08赛季德乙降级的4支球队。在审批程序完成后，无法获得新赛事资格的地区联赛球队将参加新的三轨制第四级地区联赛，为它们提供用于此目的参赛牌照已提前颁发。
德丙处子赛季的揭幕战于2008年7月25日20:30在埃尔福特的施泰格森林体育场进行，由红白埃尔福特对阵德累斯顿迪纳摩。比赛以0比1结束并由中德广播公司进行现场直播。德丙的首个入球者是哈利尔·萨夫兰，首个占据积分榜首的球队则是帕德博恩07。德丙的首个冠军是在2009年9月5日加冕的柏林联盟，他们因此获得了一座重达8.5公斤的银制冠军奖杯。

## 赛制
自2008-09赛季起，有20支球队角逐升入德乙联赛的资格。排名前两位的球队可以直接升级，而积分榜第三则需与排名德乙倒数第三的球队参加两场附加赛来确定升级或降级资格。积分垫底的3支球队会降入第四级的地区联赛，并通过地区联赛的3支升班马进行替换。德丙联赛中表现最好的4支球队还可入围参加德国足协杯。
在成立初期最多可以有4支来自德甲或德乙的俱乐部二线队获得德丙的参赛资格。但这个限制随后被撤销。由于允许过多二线队参加德丙，规则已于2010年进行了相关的检讨。然而实际上在前三个赛季，从未出现过4支二线队同时出现在德丙的情况。作为回报，德甲和德乙俱乐部放弃了其二线队参加德国足协杯的权利。此外，二线队也不能享有电视转播收入的分成。

## U-23规则
所有参加德丙联赛的一线队都有义务在每场比赛中，将至少4位有资格入选德国青年国家足球队（即德国籍）、并在每个赛季的7月1日前尚未满23岁的球员纳入参赛17人大名单。德甲或德乙的俱乐部二线队则仅允许在每场比赛中，派出至多3位在7月1日时已届满23岁的球员同时上场。

## 參賽球隊
2025–26年德國足球丙級聯賽參賽隊伍共有 20 支。
| 中文名稱     | 英文名稱               | 所在城市        | 上季成績                  |
| ------------ | ---------------------- | --------------- | ------------------------- |
| 烏爾姆       | SSV Ulm 1846           | 烏爾姆          | 乙組，第 17 位            |
| 雷根斯堡     | SSV Jahn Regensburg    | 雷根斯堡        | 乙組，第 18 位            |
| 沙貝魯根     | 1. FC Saarbrücken      | 薩爾布呂肯      | 第 3 位                   |
| 科特布斯     | FC Energie Cottbus     | 科特布斯        | 第 4 位                   |
| 羅斯托克     | F.C. Hansa Rostock     | 羅斯托克        | 第 5 位                   |
| 科隆維多利亞 | FC Viktoria Köln       | 科隆            | 第 6 位                   |
| SC費爾       | SC Verl                | 費爾            | 第 7 位                   |
| 艾遜         | Rot-Weiss Essen        | 埃森            | 第 8 位                   |
| 韋恩         | SV Wehen Wiesbaden     | 威斯巴登        | 第 9 位                   |
| 恩高斯達特   | FC Ingolstadt          | 因哥斯塔特      | 第 10 位                  |
| 1860慕尼黑   | TSV 1860 Munich        | 慕尼黑          | 第 11 位                  |
| 亞琛         | Alemannia Aachen       | 亞琛            | 第 12 位                  |
| 奧厄         | FC Erzgebirge Aue      | 奧厄-巴特施萊馬 | 第 13 位                  |
| 奧斯納貝克   | VfL Osnabrück          | 奧斯納布呂克    | 第 14 位                  |
| 史特加二隊   | VfB Stuttgart II       | 史特加          | 第 15 位                  |
| 曼海姆       | SV Waldhof Mannheim    | 曼海姆          | 第 16 位                  |
| 杜伊斯堡     | MSV Duisburg           | 杜伊斯堡        | 西部地區聯賽，第 1 位     |
| 賀芬咸二隊   | TSG 1899 Hoffenheim II | 霍芬海姆        | 西南地區聯賽，第 1 位     |
| 施韋恩富特   | 1. FC Schweinfurt 05   | 施韋因富特      | 巴伐利亞地區聯賽，第 1 位 |

## 经济
除了竞赛成绩外，参赛球队还必须满足德国足总对财政和技术组织的强制性前提条件。这其中包括，新德丙联赛的体育场容量必须超过10000席（包括至少2000个坐席），而这些席位的顶蓬覆盖率必须达到三分之一。对于俱乐部二队，体育场容量有5000席即可满足。球队主教练则必须完成足球教练员培训，这意味着执掌一支德丙联赛球队必须持有A级教练证书。除了埃姆登踢球者外，所有通过竞赛成绩入围创始赛季的球队都能完全满足这些前提条件。在埃姆登于首个赛季仍能获得受限的参赛牌照后，球队于来年则不得不放弃申请德丙牌照。
德国足总主席团于2007年11月制定了新赛事的电视转播收入分成方案。最初与SportA签订生效至2009年的电视转播合同可使球队总共获得1000万欧元。三支德甲俱乐部在德丙作赛的二队不参与转播分成。自2009-10赛季起，一份新的转播合同生效，从而使球队的年度分红达到1280万欧元。该合同至2012年终止。2014年11月，德国足总与ARD和ZDF的转播合同被延长至2018年。
德丙的销售额自首个赛季起便比德国所有其它体育项目的顶级联赛更高。

## 赛季平衡

### 从德丙升级和降级
| 赛季    | 升级至德乙联赛                               | 三席降级至地区联赛                                 |
| ------- | -------------------------------------------- | -------------------------------------------------- |
| 2008-09 | 柏林联盟、福尔图娜杜塞尔多夫、帕德博恩07     | 埃姆登踢球者（降至高级联赛）、阿伦、斯图加特踢球者 |
| 2009-10 | 奥斯纳布吕克、厄尔士山奥厄、因戈尔施塔特04   | 普鲁士多特蒙德二队、荷尔斯泰因基尔、伍珀塔尔       |
| 2010-11 | 和睦不伦瑞克、汉莎罗斯托克、德累斯顿迪纳摩   | 科布伦茨、拜仁慕尼黑二队、红白艾伦（降至高级联赛） |
| 2011-12 | 桑德豪森、阿伦、雅恩雷根斯堡                 | 卡尔蔡司耶拿、红白奥伯豪森、云达不来梅二队         |
| 2012-13 | 卡尔斯鲁厄、阿米尼亚比勒费尔德               | 奥芬巴赫踢球者、巴贝尔斯贝格03、阿勒曼尼亚亚琛     |
| 2013-14 | 海登海姆、RB莱比锡、达姆施塔特98             | 埃费尔斯贝格、瓦克尔布格豪森、萨尔布吕肯           |
| 2014-15 | 阿米尼亚比勒费尔德、杜伊斯堡                 | 普鲁士多特蒙德二队、翁特哈兴、雅恩雷根斯堡         |
| 2015-16 | 德累斯顿迪纳摩、厄尔士山奥厄、维尔茨堡踢球者 | 斯图加特踢球者、科特布斯能量、斯图加特二队         |
| 2016-17 | 杜伊斯堡、荷尔斯泰因基尔、雅恩雷根斯堡       | 帕德博恩07、美因茨05二队、FSV法兰克福              |
| 2017-18 | 马格德堡、帕德博恩07                         | 红白埃尔福特、开姆尼茨、云达不来梅二队             |

| 赛季    | 升级至德乙联赛                               | 四席降级至地区联赛                                       |
| ------- | -------------------------------------------- | -------------------------------------------------------- |
| 2018-19 | 奥斯纳布吕克、卡尔斯鲁厄、韦恩威斯巴登       | 科特布斯能量、洛特体育之友、阿伦、福尔图娜科隆           |
| 2019-20 | 维尔茨堡踢球者、和睦不伦瑞克                 | 开姆尼茨、普鲁士明斯特、索嫩霍夫大阿斯帕赫、卡尔蔡斯耶拿 |
| 2020-21 | 德累斯顿迪纳摩、汉莎罗斯托克, 因戈尔施塔特04 | 乌丁根05、拜仁慕尼黑二队、吕贝克、翁特哈兴               |
| 2021-22 | 马格德堡、和睦不伦瑞克、凯泽斯劳滕           | 维多利亚柏林、维尔茨堡踢球者、哈费尔泽、慕尼黑土耳其力量 |
| 2022-23 | 埃费尔斯贝格、奥斯纳布吕克、威斯巴登         | 拜罗伊特、茨维考、梅彭、奥尔登堡                         |
| 2023-24 | 乌尔姆、普鲁士明斯特、雅恩雷根斯堡           | 哈勒、杜伊斯堡、吕贝克、弗赖堡二队                       |

1. ↑  排名第六的埃姆登踢球者由于财政原因被降入下萨克森高级联赛西区，从而使排名第十八、本应循竞赛成绩降级的瓦克尔布格豪森得以留在德丙。
2. ↑  排名第十一的科布伦茨由于没有申请德丙参赛牌照而被降入西部地区联赛，从而使排名第十八、本应循竞赛成绩降级的云达不来梅二队得以留在德丙。
3. ↑  由于启动破产程序，排名第十七的红白艾伦被编排至积分榜末席。该队还放弃了其在地区联赛的参赛资格并直降至北威联赛（德语：NRW-Liga）。这使得瓦克尔布格豪森得以上升至积分榜第十七位并成功保级。
4. ↑  排名第十五的奥芬巴赫踢球者由于来季的德丙牌照被拒，球队被迫降入西南地区联赛，从而使排名第十八、本应循竞赛成绩降级的达姆施塔特98得以留在德丙。
5. ↑  从德乙降级的慕尼黑1860由于没有提交来季的德丙牌照申请，球队被直接降入巴伐利亚联赛，从而使排名第十八、本应循竞赛成绩降级的帕德博恩07得以留在德丙。
6. ↑  排名第十六的乌丁根05因无法满足来季的参赛条件，球队被剥夺积分，以末位降入西部地区联赛，从而使排名第十七、本应循竞赛成绩降级的梅彭得以留在德丙。
7. ↑  慕尼黑土耳其力量在赛季期间退赛，其所有成绩均被作废，并以0积分排名垫底。

### 升级和降级至德丙
| 赛季    | 降级自德乙联赛                                 | 三席升级自地区联赛（北部、南部、西部）       |
| ------- | ---------------------------------------------- | -------------------------------------------- |
| 2008-09 | 奥斯纳布吕克、因戈尔施塔特04、韦恩威斯巴登     | 荷尔斯泰因基尔、海登海姆、普鲁士多特蒙德二队 |
| 2009-10 | 汉莎罗斯托克、科布伦茨、红白艾伦               | 巴贝尔斯贝格03、阿伦、萨尔布吕肯             |
| 2010-11 | 奥斯纳布吕克、红白奥伯豪森、阿米尼亚比勒费尔德 | 开姆尼茨、达姆施塔特98、普鲁士明斯特         |
| 2011-12 | 卡尔斯鲁厄、阿勒曼尼亚亚琛、汉莎罗斯托克       | 哈勒、斯图加特踢球者、普鲁士多特蒙德二队     |

| 赛季    | 降级自德乙联赛                                   | 三席升级自地区联赛（巴伐利亚、北部、东北、西南或西部）               |
| ------- | ------------------------------------------------ | -------------------------------------------------------------------- |
| 2012-13 | 杜伊斯堡、雅恩雷根斯堡                           | 荷尔斯泰因基尔（北部）、RB莱比锡（东北）、埃费尔斯贝格（西南）       |
| 2013-14 | 阿米尼亚比勒费尔德、德累斯顿迪纳摩、科特布斯能源 | 索嫩霍夫大阿斯帕赫、美因茨05二队（均为西南）、福尔图娜科隆（西部）   |
| 2014-15 | 阿伦、厄尔士山奥厄                               | 云达不来梅二队（北部）、马格德堡（东北）、维尔茨堡踢球者（巴伐利亚） |
| 2015-16 | 帕德博恩07、FSV法兰克福、杜伊斯堡                | 雅恩雷根斯堡（巴伐利亚）、茨维考（东北）、洛特体育之友（西部）       |
| 2016-17 | 卡尔斯鲁厄、维尔茨堡踢球者、慕尼黑1860           | 梅彭（北部）、翁特哈兴（巴伐利亚）、卡尔蔡司耶拿（东北）             |
| 2017-18 | 凯泽斯劳滕、和睦不伦瑞克                         | 乌丁根05（西部）、慕尼黑1860（巴伐利亚）、科特布斯能量（东北）       |

| 赛季    | 降级自德乙联赛                               | 四席升级自地区联赛（巴伐利亚、北部、东北、西南或西部）                                     |
| ------- | -------------------------------------------- | ------------------------------------------------------------------------------------------ |
| 2018-19 | MSV杜伊斯堡、马格德堡、因戈尔施塔特04        | 拜仁慕尼黑二队（巴伐利亚）、开姆尼茨（东北）、瓦德霍夫曼海姆（西南）、维多利亚科隆（西部） |
| 2019-20 | 韦恩威斯巴登、德累斯顿迪纳摩                 | 慕尼黑土耳其力量（巴伐利亚）、吕贝克（北部）、萨尔布吕肯（西南）、费尔（西部）             |
| 2020-21 | 和睦不伦瑞克、维尔茨堡踢球者、奥斯纳布吕克   | 哈费尔泽（北部）、维多利亚柏林（东北）、弗赖堡二队（西南）、普鲁士多特蒙德二队（西部）     |
| 2021-22 | 德累斯顿迪纳摩、厄尔士山奥厄、因戈尔施塔特04 | 拜罗伊特（巴伐利亞）、VfB奧爾登堡（北部）、埃费尔斯贝格（西南）、紅白埃森（西部）          |
| 2022-23 | 阿米尼亚比勒费尔德、雅恩雷根斯堡、桑德豪森   | 翁特哈兴（巴伐利亚）、吕贝克（北部）、乌尔姆1846（西南）、普鲁士明斯特（西部）             |
| 2023-24 | 汉莎罗斯托克、奥斯纳布吕克、韦恩威斯巴登     | 汉诺威96二队（北部）、科特布斯能量（东北）、斯图加特二队（西南）、阿勒曼尼亚亚琛（西部）   |

1. ↑  排名第十七的桑德豪森本应循竞赛成绩降级，但杜伊斯堡于2013年5月28日被拒绝发放来季的参赛牌照。这一决定于2013年6月19日获得德国足总常务仲裁法庭批准，从而具备法律效力。
2. ↑  从德乙降级的慕尼黑1860本应循竞赛成绩参加2017-18赛季德丙，但并未提交丙级联赛参赛牌照申请。

## 纪录
- 在德丙历史积分榜（德语：Ewige Tabelle der 3. Fußball-Liga）中的领头羊是红白埃尔福特。红白埃尔福特也是唯一一支自德丙创立以来从未缺席任何赛季的球队。[14]
- 在德国总共16个联邦州中已有15个境内的球队参加过德丙，这意味着除了汉堡以外，每个联邦州都至少有1支球队参加过一个赛季的德丙。
- 德丙的单季最佳成绩是由和睦不伦瑞克在2010-11赛季（德语：3. Fußball-Liga 2010/11）达成，共录得26胜7平5负，并积85分。
- 德丙的单季最多入球者是达姆施塔特98的多米尼克·施特羅-恩格爾，他在2013-14赛季（德语：3. Fußball-Liga 2013/14）共射入27球。
- 德丙的单季入球最多球队是2010-11赛季的和睦不伦瑞克，合共射入81球。
- 德丙的单季输球场次最少球队是2015-16赛季的德累斯顿迪纳摩，全季仅录得2场失利。
- 德丙的单季失球最少球队是2015-16赛季的厄尔士山奥厄，全季仅失21球。
- 单场最多入球者的纪录为4球，共有以下球员达成：塞尔瓦托·阿米兰特（德语：Salvatore Amirante）于2009年8月9日代表卡尔蔡司耶拿以6比0战胜拜仁慕尼黑二队；马塞尔·赖希魏因（德语：Marcel Reichwein）于2012年3月17日代表红白埃尔福特以4比2战胜桑德豪森；多米尼克·施特羅-恩格爾于2013年9月21日代表达姆施塔特98战胜汉莎罗斯托克，以及马塞尔·齐默（德语：Marcel Ziemer）于2014年8月23日代表汉莎罗斯托克以4比4战平雅恩雷根斯堡。[15]
- 单场最大比分胜利是2010年8月11日由萨尔布吕肯于客场以7比0战胜卡尔蔡司耶拿。
- 单场最高比分的比赛出现在2008-09赛季第35轮，和睦不伦瑞克以5比5战平福尔图娜杜塞尔多夫。
- 单场最快入球的纪录由丹尼尔·弗拉恩（德语：Daniel Frahn）创造，他代表RB莱比锡在2013-14赛季第9轮对阵斯图加特二队的比赛中，开场仅9秒便破门得分。
- 最多入场观众的比赛是2009年5月23日由福尔图娜杜塞尔多夫主场对阵云达不来梅二队，共录得50,095位现场观众。
- 单轮最多入场观众出现在2014-15赛季的首轮，观众总人数达到109,602人。[16]
- 德丙的最长连胜纪录由两支球队共同保持，分别为萨尔布吕肯在2010-11赛季的第30至38轮和卡尔斯鲁厄在2012-13赛季（德语：3. Fußball-Liga 2012/13）的第15至23轮（均为9连胜）。
- 单季最高平均上座人数由2015-16赛季的德累斯顿迪纳摩创造，平均每场比赛的观众人数为27,532人。[14]
- 杜伊斯堡（2014-15赛季）和厄尔士山奥厄（2015-16赛季）是迄今为止，唯二能够保持单季主场不败的球队。

| 01                    | 阿尔夫·明策尔          | 桑德豪森、韦恩威斯巴登                                         | 278 |
| 02                    | 罗伯特·穆勒            | 卡尔蔡司耶拿、荷尔斯泰因基尔、汉莎罗斯托克、韦恩威斯巴登、阿伦 | 277 |
| 02                    | 蒂姆·丹贝格            | 和睦不伦瑞克、桑德豪森、荷尔斯泰因基尔、开姆尼茨、奥斯纳布吕克 | 277 |
| 04                    | 法比安·施滕策尔        | 红白埃尔福特、开姆尼茨                                         | 269 |
| 05                    | 安东·芬克              | 翁特哈兴、阿伦、开姆尼茨、卡尔斯鲁厄                           | 258 |
| 06                    | 延斯·特鲁肯布罗德      | 德累斯顿迪纳摩、卡尔蔡司耶拿、普鲁士明斯特                     | 233 |
| 07                    | 罗伯特·乌尔尼科斯基    | 奥芬巴赫踢球者、维尔茨堡踢球者                                 | 219 |
| 08                    | 尼古拉斯·费尔德哈恩    | 云达不来梅二队、奥芬巴赫踢球者、奥斯纳布吕克                   | 214 |
| 09                    | 托比亚斯·拉特格布      | 斯图加特二队                                                   | 213 |
| 10                    | 尼尔斯·普芬斯滕-雷迪希 | 埃姆登踢球者、奥芬巴赫踢球者、红白埃尔福特                     | 209 |
| 数据截至2016-17赛季末 |                        |                                                                |     |

| 01                    | 安东·芬克              | 翁特哈兴、阿伦、开姆尼茨、卡尔斯鲁厄                                             | 117 |
| 02                    | 马塞尔·齐默            | 韦恩威斯巴登、萨尔布吕肯、汉莎罗斯托克                                           | 73  |
| 03                    | 兹拉特科·亚尼奇        | 韦恩威斯巴登、杜伊斯堡                                                           | 62  |
| 04                    | 马塞尔·赖希魏因        | 伍珀塔尔、雅恩雷根斯堡、红白埃尔福特、普鲁士明斯特                               | 59  |
| 05                    | 帕斯卡尔·特斯特略特    | 云达不来梅二队、奥芬巴赫踢球者、阿米尼亚比勒费尔德、奥斯纳布吕克、德累斯顿迪纳摩 | 58  |
| 06                    | 马克·施纳特雷尔        | 海登海姆                                                                         | 57  |
| 07                    | 金斯利·奥努埃布        | 和睦不伦瑞克、杜伊斯堡                                                           | 56  |
| 08                    | 卡斯滕·卡姆洛特        | RB莱比锡、红白埃尔福特                                                           | 55  |
| 08                    | 多米尼克·施特羅-恩格爾 | 韦恩威斯巴登、巴贝尔斯贝格03、达姆施塔特98、卡尔斯鲁厄                           | 55  |
| 10                    | 哈利尔·萨夫兰          | 德累斯顿迪纳摩、汉莎罗斯托克、奥斯纳布吕克                                       | 54  |
| 数据截至2016-17赛季末 |                        |                                                                                  |     |

粗体球员表示在2016-17赛季效力于粗体俱乐部。

## 外部連結
- （德文）　Deutscher Fußball-Bund (DFB) （页面存档备份，存于）
- （德文）　Kicker.de （页面存档备份，存于）
- （德文）　Bundesliga archive
- （德文）　Site with information on the Bundesliga （页面存档备份，存于）